# Zirkuh
Zirkuh (persiska: زیرکوه), eller Shahrestan-e Zirkuh (شهرستان زیرکوه), är en delprovins (shahrestan) i Iran. Den ligger i provinsen Sydkhorasan, i den östra delen av landet, och har gräns mot Afghanistan. Huvudort är Hajiabad.
Zirkuh var tidigare ett distrikt (bakhsh) inom delprovinsen Qaenat, men vid 2016 års folkräkning hade det ombildats till en egen delprovins och hade då 40 155 invånare.